# César Luis Menotti
 (mai 2024).
Si vous disposez d'ouvrages ou d'articles de référence ou si vous connaissez des sites web de qualité traitant du thème abordé ici, merci de compléter l'article en donnant les références utiles à sa vérifiabilité et en les liant à la section « Notes et références ».
Pour les articles homonymes, voir Menotti.
César Luis Menotti surnommé El flaco (Le maigre), né le 5 novembre 1938 à Rosario (province de Santa Fe) et mort le 5 mai 2024 à Buenos Aires (Argentine), est un joueur et entraîneur argentin de football.
Il devient l'entraîneur de l'équipe d'Argentine de football en 1974 jusque 1982. Il est champion du monde en 1978.

## Biographie

### Carrière de joueur
César Luis Menotti a joué au club argentin de Rosario Central au poste de milieu de terrain.
Il était considéré comme un joueur élégant mais peu efficace.
Il a également porté le maillot de la sélection argentine et du Santos FC (le club brésilien de Pelé).

### Carrière d'entraîneur
Après la fin de sa carrière de joueur, César Luis Menotti assista sur place à la Coupe du monde 1970 au Mexique. Il fut fasciné par le style de l'équipe du Brésil et décida d'entamer une carrière d'entraîneur.
Il obtint ses premiers succès avec le Huracán avec lequel il remporta le Championnat Metropolitain en 1973.
Après l'échec de la Coupe du monde 1974 la fédération argentine (AFA) lui confia le poste de sélectionneur national.

### Sélectionneur

#### Préparation de la coupe du monde 1978
La préparation du Mondial 1978 que l'Argentine allait organiser ne se déroula pas dans un climat serein, surtout à partir de 1976 et de la prise du pouvoir par les militaires. En 1975 les deux clubs phares de Buenos Aires le Boca Juniors et le CA River Plate refusèrent de mettre leurs joueurs à disposition de la Sélection. César Luis Menotti dut puiser dans le réservoir des joueurs des provinces de Santa Fé et de Córdoba. Il accorda sa confiance à des joueurs comme Daniel Passarella, Oswaldo Ardiles, Mario Kempes, Alberto Tarantini, Américo Gallego, Leopoldo Luque… Des joueurs qui allaient constituer l'ossature de l'équipe nationale pendant de longues années.
À l'approche du grand rendez-vous de 1978, les observateurs critiquèrent sévèrement les choix de Menotti comme laisser de côté des joueurs confirmés tels Norberto Alonso et Ricardo Bochini ou préférer Ubaldo Fillol à Hugo Gatti au poste de gardien.
Il écarta également au dernier moment un jeune prodige d'à peine 18 ans : Diego Armando Maradona.

#### La Coupe du monde 1978
L'équipe de départ de César Luis Menotti fut la suivante : Fillol - Olguín, Galván, Passarella, Tarantini - Ardiles, Gallego, Valencia - Houseman, Luque, Kempes.

 Cette équipe battit difficilement la Hongrie et la France sur le score de 2-1. Elle perdit 1-0 le troisième match contre l'Italie, une défaite synonyme de deuxième place du groupe.
Si Luque fut considéré comme le meilleur joueur argentin du premier tour, Kempes en ne marquant aucun but ne manquait pas de décevoir.
Lors du second tour disputé à Rosario, César Luis Menotti remplaça Valencia et Houseman par Daniel Bertoni et Oscar Ortiz puis fit reculer Kempes au milieu de terrain.
En position de numéro 10, le buteur du Valence CF se reprit en inscrivant un doublé qui assura une victoire convaincante contre la Pologne (2-0).
Après un nul 0-0 contre le Brésil, l'Argentine savait à quoi s'attendre avant d'affronter le Pérou : seule une victoire par au moins 4 buts d'écart lui permettrait de se qualifier pour la finale en passant devant le Brésil à la différence de buts.
Les Argentins réussirent ce challenge en s'imposant 6-0 (avec notamment un doublé chacun pour Kempes et Luque). Des rumeurs firent état d'un match arrangé entre les deux équipes mais aucun élément ne vint en apporter la preuve.
La finale contre les Pays-Bas fut incontestablement le meilleur match de l'équipe de Menotti. Mario Kempes ouvrit le score en seconde mi-temps et bien que rejointe à huit minutes de la fin par un but du Néerlandais Dick Nanninga, l'Argentine trouva les ressources pour s'imposer en prolongation grâce à un autre but de Kempes et un but de Daniel Bertoni.
Menotti réussit donc son pari en offrant à son pays la joie d'une première coupe du monde, qui plus est chez elle, dans son stade Monumental à Buenos Aires

#### De 1978 à 1982
En 1979, César Luis Menotti assista au Japon aux Championnats du monde juniors qui virent la victoire de la Sélection argentine des moins de 20 ans, emmenée par Diego Maradona.
En 1980, Menotti et la Sélection disputèrent le Mundialito en Uruguay, une compétition regroupant les pays vainqueurs d'une coupe du monde. Les albiceleste perdirent en finale face au pays hôte.
Pour préparer la défense de son titre à la Coupe du monde 1982 Menotti décida de garder la même ligne défensive qu'en 1978 et d'inclure quelques nouveaux joueurs en attaque, principalement Diego Maradona, Ramon Diaz, Jorge Valdano et Juan Barbas.
L'Argentine allait aborder le Mundial 1982 dans un contexte très particulier. La guerre des Malouines venait de s'achever sur la défaite du pouvoir argentin juste au moment où la Coupe du monde démarrait.

#### Mondial 1982
En dépit des avertissements de Menotti qui considérait leur premier adversaire, la Belgique, comme une équipe très dangereuse, l'Argentine se fit surprendre lors de ce match d'ouverture (0-1) au Camp Nou de Barcelone.

 L'entraîneur argentin avait aligné la formation suivante : Fillol - Olguín, Galván, Passarella, Tarantini - Ardiles, Gallego, Maradona - Bertoni, Díaz, Kempes.
L'Argentine se reprit en battant la Hongrie 4-1 (à cette occasion Diego Maradona inscrivit ses deux premiers buts en coupe du monde) puis le Salvador 2-0.
Seulement deuxième de son groupe elle tombe alors dans un groupe très difficile au deuxième tour disputé au stade de Sarrià à Barcelone : elle se retrouve en compagnie de l'Italie et du Brésil alors qu'une seule équipe doit se qualifier pour les demi-finales.
Contre l'Italie, elle domina la première mi-temps mais s'inclina finalement 2 buts à 1, après que l'italien Claudio Gentile eut fait subir un marquage de choc à Diego Maradona.

 Le match contre le Brésil tourna en débâcle. Jamais dans le rythme, les Argentins furent battus 3-1 et Maradona fut expulsé en fin de match.
Cette fois l'Argentine avait définitivement perdu son titre.
Menotti avait fait confiance à l'ossature de 1978 mais les défenseurs Olguín et Galván, avec 4 ans de plus, étaient plus lents et un joueur comme Mario Kempes était hors de forme.
Après cet échec il fut évident que Menotti devait laisser sa place. Les noms de Carlos Griguol, Omar Pastoriza et Carlos Bilardo furent avancés.

 Les bonnes performances de Bilardo avec Estudiantes cette année-là (victoire dans le Championnat Métropolitain) emportèrent la décision.

#### Une deuxième partie de carrière sans titre
Après le Mundial espagnol, César Luis Menotti fut engagé par le FC Barcelone en même temps que Diego Maradona. Mais celui-ci fut blessé une bonne partie de la saison et Barcelone ne fut champion ni en 1982-1983, ni la saison suivante. Menotti quitta Barcelone en 1984 avec un maigre bilan (une victoire en Copa del Rey).
Durant les années 1980, Menotti a occupé le poste d'entraîneur de Boca Juniors et de River Plate, sans faire mieux qu'une deuxième place.
Au cours des années 1990, il s'exila en Uruguay pour prendre en main le Peñarol, au Mexique pour entraîner l'Équipe nationale et même en Italie à la Sampdoria. Ces courtes expériences furent mitigées sur le plan des résultats.
Son dernier bon résultat en tant qu'entraîneur remonte en 1996, une deuxième place obtenue en Championnat avec Independiente.
En 2006, César Luis Menotti entraîne le club mexicain de Puebla.

## Club
| Période   | Équipe                         | Titres obtenus                                                         |
| --------- | ------------------------------ | ---------------------------------------------------------------------- |
| 1970      | Newell's Old Boys              |                                                                        |
| 1972-1973 | Club Atlético Huracán          | Championnat Métropolitain 1973                                         |
| 1974-1982 | Sélection nationale argentine  | Coupe du monde 1978 et Coupe du monde -20 ans 1979                     |
| 1983-1984 | FC Barcelone                   | Coupe du Roi 1983, Supercoupe d'Espagne 1983 et Coupe de la Ligue 1983 |
| 1986-1987 | Boca Juniors                   |                                                                        |
| 1987-1988 | Atlético Madrid                |                                                                        |
| 1989      | CA River Plate                 |                                                                        |
| 1990-91   | Peñarol Montevideo             |                                                                        |
| 1991-1992 | Sélection nationale du Mexique |                                                                        |
| 1996-97   | CA Independiente               |                                                                        |
| 1997      | Sampdoria Gênes                |                                                                        |
| 1997-1999 | CA Independiente               |                                                                        |
| 2002      | Rosario Central                |                                                                        |
| 2004      | CA Independiente               |                                                                        |
| 2006      | CF Puebla                      |                                                                        |
| 2007      | Estudiantes Tecos              |                                                                        |